# Anthony Bates
Anthony Bates (Stoke-on-Trent/Burslem, 1961. október 26.– ) angol nemzeti labdarúgó-játékvezető, nemzetközi asszisztens.

## Pályafutása
Az FA Játékvezető Bizottságának (JB) minősítésével a League One, a  Championship bírója/asszisztense. 1993–1996 között a Football League, majd 1996-tól a Premier League asszisztense, 1997-től játékvezetője. Küldési gyakorlat szerint rendszeres partbírói, illetve 4. bírói szolgálatot is végzett. A nemzeti játékvezetéstől 2013-ban visszavonult. Összes mérkőzéseinek száma: 457 (1997–2011). Premier League mérkőzéseinek száma: 151 (2002. 8. 10.–2013. 4. 20.). Vezetett női kupadöntők száma: 1.
A FA JB küldésére partbíróként közreműködött az Angol labdarúgó-szuperkupa döntőjében.
| Időpont             | Helyszín                | Mérkőzés típusa | Mérkőzés                       | Játékvezető      | Eredmény | Nézők száma |
| ------------------- | ----------------------- | --------------- | ------------------------------ | ---------------- | -------- | ----------- |
| 1995. augusztus 13. | Wembley Stadion, London | döntő           | Everton FC–Blackburn Rovers FC | Dermot Gallagher | 1 – 0    | 40 149      |

A FA JB küldésére vezette az Angol női labdarúgókupa döntőt.
| Időpont        | Helyszín                   | Mérkőzés típusa | Mérkőzés                          | Eredmény | Nézők száma |
| -------------- | -------------------------- | --------------- | --------------------------------- | -------- | ----------- |
| 2007. május 7. | Városi Stadion, Nottingham | döntő           | Arsenal WFC–Charlton Athletic LFC | 4 – 1    | 24 529      |

Football League bírójaként az első mérkőzése egy League One találkozó volt!
| Időpont             | Helyszín                 | Mérkőzés típusa                      | Mérkőzés                               | Eredmény |        |
| ------------------- | ------------------------ | ------------------------------------ | -------------------------------------- | -------- | ------ |
| 1996. augusztus 25. | Edgar Street, Hereford   | első Football League bírói mérkőzése | Hereford United FC–Doncaster Rovers FC | 1 – 0    |        |
| 2013. április 20.   | Falmer Stadion, Brighton | utolsó Premier League mérkőzése      | Brighton & Hove Albion FC–Blackpool FC | 6 – 1    | 28 499 |

Az Angol labdarúgó-szövetség JB terjesztette fel nemzetközi asszisztensnek. A Nemzetközi Labdarúgó-szövetség (FIFA) 1993-tól tartotta nyilván asszisztensi keretében. A FIFA JB központi nyelvei közül az angolt beszéli. Több nemzetek közötti válogatott (Labdarúgó-Európa-bajnokság), valamint UEFA-kupa klubmérkőzésen partbíróként tevékenykedett. 1996-tól 4. (tartalék) játékvezetőként kapott szerepet. A  nemzetközi játékvezetéstől 1996-ban búcsúzott.
Az 1996-os labdarúgó-Európa-bajnokságon az UEFA JB asszisztensként foglalkoztatta. 
| Időpont         | Helyszín                 | Mérkőzés típusa              | Mérkőzés               | Játékvezető   | Asszisztensek              | 4. bíró       | Eredmény | Nézők száma |
| --------------- | ------------------------ | ---------------------------- | ---------------------- | ------------- | -------------------------- | ------------- | -------- | ----------- |
| 1996. június 9. | Old Trafford, Manchester | csoportmérkőzés (C. csoport) | Németország–Csehország | David Elleray | Peter Walton/Anthony Bates | Stephen Lodge | 2 – 0    | 3730        |